# دهستان بهمن
بهمن، دهستانی از توابع بخش بهمن صغاد شهرستان آباده در استان فارس ایران است.

## جمعیت
براساس سرشماری سال ۱۳۸۵ جمعیت آن ۲٬۰۲۴ نفر (۴۹۷ خانوار) بوده‌است.